# Aigialus
Aigialus — рід грибів родини Massariaceae. Назва вперше опублікована 1986 року.

## Види
База даних Species Fungorum станом на 12.11.2019 налічує 5 видів роду Aigialus:
- Aigialus grandis Kohlm. & S.Schatz, 1986
- Aigialus mangrovis Borse, 1987
- Aigialus parvus S.Schatz & Kohlm., 1986
- Aigialus rhizophorae Borse, 1987
- Aigialus striatisporus K.D.Hyde, 1992